# DKV-Kunstführer
DKV-Kunstführer ist der Titel einer seit 1999 im Deutschen Kunstverlag erschienenen Kunstführer-Reihe. Sie stellt die Fortsetzung der Reihe Große Baudenkmäler dar, die mit der Nummer 532 endete. Mit der Titeländerung  führte man auch ein neues Format (11,6 × 17,4 cm statt 12,2 × 17,5 cm) ein und die Abbildungen waren nun durchgehend farbig. Neuauflagen älterer Ausgaben der Reihe Große Baudenkmäler erscheinen nun ebenfalls als DKV-Kunstführer, sie weisen aber noch die alte Nummerierung auf. In den letzten Jahren hat sich der Erscheinungsverlauf der Hefte deutlich verlangsamt. So kamen zwischen 2015 und 2019 gar keine neuen Ausgaben heraus. Um einzelne Bauwerke eingehender behandeln zu können, etablierte der Verlag ab 2002 die Reihe Große DKV-Kunstführer.

## Erschienene Hefte
Die älteren Hefte (bis Nr. 532) finden sich im Artikel Große Baudenkmäler. 
- 533: Schloß Augustusburg von Michael Kirsten (1999)
- 534: Die Kirchen St. Johannes zu Schaprode und St. Katharinen zu Trent (Rügen) von Wolfgang Lehmann (1999)
- 535: Der Deutsche Dom Berlin von Angela Beeskow (2000)
- 536: Kloster Jerichow von Karsten Müller und Rolf Naumann (2000)
- 537: Der Augsburger Historienmaler Christoph Thomas Scheffler (1699–1756).  Ein Kunstreiseführer zu Scheffler-Fresken in süddeutschen Kirchen von Thomas Balk
- 538: Die Stadt Frankenberg an der Eder von Jürgen Römer (1999)
- 539: Lutherstadt Eisleben St. Annen von Irene Loch-Remmer (1999)
- 540: Evangelisch-reformierte Kirche zu Sonneborn von Anette Stadermann (1999)
- 541: Die Christkirche in Rendsburg-Neuwerk von Claus Rauterberg (2000)
- 542: St. Johannis Zittau von Ulrich Rosner (2000)
- 543: Schloss und Park Lichtenwalde von Barbara Bechter (2000)
- 544: Heilgeisthospital Stralsund von Barbara Rimpel (1999)
- 545: St. Laurentii Süderende auf Föhr von Claus Rauterberg (2000)
- 546: Der Hochaltar der Berliner Marienkirche von Rainer Michaelis (1999)
- 547: Altes und neues Rathaus der Stadt Chemnitz von Gert Richter und Thomas Morgenstern (2000)
- 548: Burg Kriebstein von Bernd und Gabriele Wippert (2000)
- 549: Ev.-Luth. Kirche Seiffen von Barbara Bechter (1999)
- 550: Das historische Dessau-Wörlitzer Gartenreich von Ludwig Trauzettel (2000)
- 551: Schloss Mosigkau von Astrid Wehser (2000)
- 552: Das Luisium im Dessau-Wörlitzer Gartenreich von Uwe Quilitzsch (2000)
- 553: Schloss Wörlitz von Ingo Pfeifer (2000)
- 554: Gotisches Haus Wörlitz von Reinhard Alex (2001)
- 555: Schloss und Park Oranienbaum von Katharina Bechler (2000)
- 556: Küchengebäude Wörlitz von Reinhard Alex (2000)
- 557: Kirchen im Dessau-Wörlitzer Gartenreich von Thomas Weiss (2001)
- 558: Das Pantheon im Dessau-Wörlitzer Gartenreich von Ingo Pfeifer und Sascha Kansteiner (2007)
- 559: Park und Schloss Großkühnau von Paul Valteich (2001)
- 560: Die Wörlitzer Anlagen von Ludwig Trauzettel (2001)
- 561: Fürst Leopold III. Friedrich Franz von Anhalt-Dessau : Aufklärerfürst, Schulverbesserer und Künstler auf dem Thron von Erhard Hirsch (2004)
- 562: Friedrich Wilhelm von Erdmannsdorff, der Architekt des Gartenreichs von Ingo Pfeifer (2004)
- 563: Stadt und Stadtkirche Oranienbaum von Frank Dittmer (2002)
- 564: Park und Schloss Georgium im Dessau-Wörlitzer Gartenreich von Edeltraut Dettmar (2003)
- 565: Insel Stein und Villa Hamilton in Wörlitz von Reinhard Alex (2005)
- 566: Das Monument auf dem Wörlitzer Elbwall von Reinhard Alex (2007)
- 567: -
- 568: -
- 569: -
- 570: -
- 571: Der „Lindenhof“ in Lindau, Bodensee : Villa und Park von Christoph Hölz
- 572: Evang.-Luth. Gemeinde- und Autobahnkirche Peter & Paul in Uhyst am Taucher von Horst Gersdorf (2000)
- 573: Wasserschloß Klaffenbach von Thomas Schuler (1999)
- 574: Schloss und Park Biebrich am Rhein von Dieter Griesbach-Maisant (2000)
- 575: Das Münster zu Hameln von Udo Wolten (2000)
- 576: Der Dresdner Zwinger von Michael Kirsten (2000)
- 577: Kath. Pfarrkirche St. Georg Augsburg-Haunstetten von Thomas Balk (2000)
- 578: Die evangelische Pauluskirche in Ulm. Architekt: Theodor Fischer von Uwe Hinkfoth (2000)
- 579: Die evangelische Kirche St. Peter in Bacharach von Eduard Sebald (2001)
- 580: Schloss Gottorf zu Schleswig von Uta Kuhl – Das Archäologische Landesmuseum von Mechtild Freudenberg (2000)
- 581: Ev. Stadtkirche St. Marien und Laurentin zu Lauenstein von Barbara Bechter (2000)
- 582: Die Kirche zu Reinhardtsgrimma von Barbara Bechter (2000)
- 583: Die evangelische Kirche St. Petri und Pauli zu Hamburg-Bergedorf von Volker Konerding (2001)
- 584: Die Verklärungskirche in Berlin-Adlershof von Angela Beeskow (2000)
- 585: Das Schloss vor Husum von Ulf von Hielmcrone (2000)
- 586: Die St.-Marienkirche zu Husum von Ulf von Hielmcrone.
- 587: Schloss Raesfeld von Ludger Fischer (2001)
- 588: Der Einsteinturm in Potsdam von Barbara Eggers (2001)
- 589: Der Telegrafenberg in Potsdam von Barbara Eggers (2001)
- 590: Schloß Weinberg in Kefermarkt (Oberösterreich) von Ulrike Krone-Balcke (2001)
- 591: Basilika St. Eucharius-St. Matthias in Trier : Abtei- und Pfarrkirche von Eduard Sebald  Sebald (2002)
- 592: Die ehemalige Stiftskirche St. Sixtus und Sinnitius zu Seevetal-Ramelsloh von Sabine Rambow (2001)
- 593: Die Dorfkirche zu Gelmeroda von Lutz Unbehaun (2001)
- 594: Die Wenzelskirche zu Naumburg, Saale von Ursula Dittrich-Wagner (2002)
- 595: Die Stadtkirche St. Andreas in Rudolstadt von Lutz Unbehaun (2002)
- 596: Die Schlosskirche in Berlin-Köpenick von Gerhard Vinken (2002)
- 597: Schloss Nordkirchen von Stefan Buske (2003)
- 598: St.-Nicolaikirche Döbeln von Barbara Bechter (2002)
- 599: Altes Schiffshebewerk Henrichenburg in Waltrop: westfälisches Industriemuseum von Eckhard Schinkel (2002)
- 600: Das Neue Palais in Potsdam von Hanne Bahra (2001)
- 601: Zeche Hannover in Bochum, westfälisches Industriemuseum von Dietmar Osses (2002)
- 602: Die St.-Nicolaikirche Kalkar von Guido de Werd (2002)
- 603: Zeche Zollverein Schacht XII in Essen : ein Industriedenkmal von Weltrang von Kirsten Müller (2002)
- 604: Die Ravensberger Spinnerei in Bielefeld von Gerhard Renda (2002)
- 605:  Die evangelisch-lutherische St. Marienkirche Hämelschenburg von Thomas Mayer (2004)
- 606: Die Augustinerkirche (Seminarkirche) in Mainz von Ingrid Westerhoff (2002)
- 607: Textilfabrik Cromford in Ratingen: die älteste Fabrik auf dem Kontinent von Eckhard Bolenz (2002)
- 608: Das Lagergebäude Gutehoffnungshütte in Oberhausen von Claudia Bruch (2002)
- 609: Hauptkirche St. Petri in Hamburg von Hans-Christian Feldmann (2002)
- 610: Die Schinkel-Kirche in Neuhardenberg von Sibylle Badstübner-Gröger (2003)
- 611: Das ehemalige Zisterzienser-Nonnenkloster Neuendorf in der Altmark von Jürgen Weinert und Heiderose Engelhardt (2003)
- 612: Die Martinikirche zu Halberstadt von Helga Neumann (2003)
- 613: Ehemalige Klosterkirche St. Peter und Paul in Münchaurach von Heiderose Engelhardt (2003)
- 614: Ehemalige Benediktinerabteikirche St. Michael in Bamberg von Peter Ruderich (2003)
- 615: Das Wasserstraßenkreuz Minden vom Wasser- und Schifffahrtsamt Minden (2000)
- 616: Schloss Cecilienhof und die „großen Drei“ auf der Konferenz von Potsdam vom 17. Juli bis 2. August 1945 von Volker Althoff (2003), es erschienen auch eine englische, spanische, französische, japanische und eine russische Ausgabe
- 617: Das Haseschachtgebäude in Osnabrück von Rolf Spilker
- 618: Die Neuwerkkirche in Goslar von Dieter Jungmann
- 619: St. Peter in Mainz von Georg Peter Karn (2004)
- 620: Die Basilika in Trier von Eduard Sebald (2004)
- 621: Die ev. Stadtkirche St. Marien in Gardelegen von Mathias Köhler (2004)
- 622: Die ehemalige Benediktinerpropsteikirche St. Getreu in Bamberg  von Christine Kippes-Bösche (2004)
- 623: Das Kloster Hannover-Marienwerder : Geschichte, Kultur und Kunst von Ulfrid Müller (2004)
- 624: Die evangelische Kirche in Rellingenvon Claus Rauterberg (2005)
- 625: St. Maria zur Wiese in Soest von Heiderose Engelhardt (2005)
- 626: St. Ignaz in Mainz von Joachim und Ulrike Glatz (2005)
- 627: Kreuzkirche Berlin-Schmargendorf von Bettina Held (2004)
- 628: Die Frauenkirche in Meißen von Heinrich Magirius (2005)
- 629: Das Dorf Paretz von Matthias Marr (2005)
- 630: Stadt Steinau an der Straße von Elisabeth Heil (2005)
- 631: Schloss Biedenkopf von Gerald Bamberger (2007)
- 632: Wildpark und Schlossgarten Kranichstein (2006)
- 633: Die Stadtkirche St. Laurentius in Havelberg von Antje Reichel und Gottfried Förster (2005)
- 634: Jüdisches Museum Rendsburg von Frauke Dettmer (2006)
- 635: Der Kreuzaltar im Münster zu Bad Doberan von Kathrin Wagner (2006)
- 636: Das Alte Stadthaus in Berlin von Antje Hansen (2006)
- 637: Schloss und Burg Sayn von Heiderose Engelhardt (2006)
- 638: Die Südkirche in Esslingen von Andreas Knoll und Frauke Velden-Hohrath (2006)
- 639: St. Quintin in Mainz von Joachim und Ulrike Glatz (2007)
- 640: Kloster St. Maria zu Wiebrechtshausen von Thomas Moritz und Gudrun Kleindorf (2009)
- 641: Die Schlüterkanzel in der Berliner Marienkirche von Karl Schade (2008)
- 642: Das Dom-Museum in Bremen von Ingrid Weibezahn (2008)
- 643: Die Pfarrkirche St. Fronleichnam in Aachen von Ulrich Schäfer (2007)
- 644: Die Grabeskirche St. Josef in Aachen von Ulrich Schäfer (2007)
- 645: Die Pfarrkirche St. Aldegundis in Emmerich am Rhein (2007)
- 646: Der Zwinger in Münster von Barbara Rommé und Bernd Thier (2007)
- 647: Die St. Wendelinus-Basilika zu St. Wendel von Anton Franziskus (2007)
- 648: Die Siedlung „Heimat“ in Berlin-Siemensstadt und ihre Kirchen von Bettina Held (2009)
- 649: Die ev.-luth. Marienkirche in Quickborn von Regine Wagenblast (2008)
- 650: Klostergut Wöltingerode von Kirsten Poneß (2011)
- 651: -
- 652: Monument Via Carolina von Harald Bäumler (2008)
- 653: Schloss Oberhausen von Ulrich Schäfer (2008)
- 654: Welterbe Zollverein in Essen von Kirsten Müller (2008)
- 655: -
- 656: Kirche und Kloster Flechtdorf von Jürgen Römer (2009)
- 657: Die Marienbibliothek in Halle (Saale) von Karsten Eisenmenger (2009)
- 658: Die Pfarrkirche St. Aegidius Wiedenbrück von Ulrich Schäfer (2009)
- 659: Maria zur Höhe in Soest „Hohnekirche“ von Dirk Elbert und Ilse Maas-Steinhoff (2010)
- 660: Die Augustinerkirche und das Augustinerkloster zu Gotha von Heiderose Engelhardt (2010)
- 661: Kloster St. Nikolaus und Thomas zu Bursfelde : Einladung zu einem spirituellen Weg durch die Klosterkirche von Klaus Dettke (2009)
- 662: Die Seifert-Orgel in St. Magdalenen Hildesheim von Christian Pietsch (2010)*664: St. Peter und Paul Eltville von Susanne Kern (2013)
- 663: -
- 664: St. Peter und Paul Eltville von Susanne Kern (2013)
- 665: Die Ulrichskirche in Magdeburg von Tobias Köppe (2010)
- 666: Kloster Lamspringe und der irische Märtyrer Oliver Plunkett von Axel Christoph Kronenberg (2010)
- 667: Die Heiliggeistkirche in Dinkelsbühl von Gerfrid Arnold (2011)
- 668: St. Afra in Meißen von Georg Krause (2012)
- 669: -
- 670: Kloster Walsrode von Dieter Brosius (2012)
- 671: Burg Kronberg von Gerd Strickhausen und Nina Strickhausen-Bode (2011)
- 672: St.-Michaelis-Kirche zu Lütjenburg von Walther Knoke (2012)
- 673: Der Freckenhorster Taufstein von Ulrich Schäfer und Manfred Krampe (2012)
- 674: Die Wand- und Deckenmalereien von Alfred Ehrhardt in Lamspringevon Imke Lüders (2011)
- 675: Die Schuke-Orgel im Dom zu Bardowick (2012)
- 676: St. Nikolaus-Kirche in Göttingen-Nikolausberg von Christian Scholl (2012)
- 677: Kloster und Klostergut Grauhof von Kirsten Poneß (2012)
- 678: Kloster Isenhagen von Kirsten Poneß (2013)
- 679: Kloster und Klostergut Riechenberg von Kirsten Poneß (2014)
- 680: St. Michaelis in Lüneburg von Hansjörg Rümelin (2015)
- 681: Schinkels Salomonischer Tempel auf Bärwinkel von Goerd Peschken (2015)
- 682: Burgkloster zu Lübeck : Europäisches Hansemuseum von André Dubisch, Friederike Holst (2019)
- 682: Kolumbariumskirche St. Pauli Soest von Hermann Buschmeyer (2021) - Reihen-Nummer versehentlich doppelt vergeben!
- 684: Der Hochaltar von St. Marien in Marienberg von Karl Grözinger (2023)